# Rochester Royals 1949-1950
La stagione 1949-50 dei Rochester Royals fu la 2ª nella NBA (ex BAA) per la franchigia.
I Rochester Royals vinsero la Central Division con un record di 51-17. Nei play-off, dopo aver perso la gara di tie-breaker con i Minneapolis Lakers, persero nella semifinale di division per 2-0 con i Fort Wayne Pistons.

## Roster
| N° | Naz.                   | Ruolo | Sportivo         | Anno | Alt. | Peso |
| -- | ---------------------- | ----- | ---------------- | ---- | ---- | ---- |
| 3  | Stati Uniti (bandiera) | GA    | Frank Saul       | 1924 | 188  | 84   |
| 9  | Stati Uniti (bandiera) | G     | Bobby Wanzer     | 1921 | 183  | 77   |
| 10 | Stati Uniti (bandiera) | AC    | Jack Coleman     | 1924 | 201  | 88   |
| 11 | Stati Uniti (bandiera) | GA    | Bob Davies       | 1920 | 183  | 79   |
| 12 | Stati Uniti (bandiera) | AC    | Arnie Johnson    | 1920 | 196  | 107  |
| 14 | Stati Uniti (bandiera) | AC    | Arnie Risen      | 1924 | 206  | 91   |
| 15 | Stati Uniti (bandiera) | G     | Fran Curran      | 1925 | 183  | 79   |
| 16 | Stati Uniti (bandiera) | G     | Red Holzman      | 1920 | 178  | 79   |
| 17 | Stati Uniti (bandiera) | GA    | Price Brookfield | 1920 | 193  | 84   |
| 18 | Stati Uniti (bandiera) | AC    | Ed Mikan         | 1925 | 203  | 104  |
| 18 | Stati Uniti (bandiera) | AC    | Mike Novak       | 1915 | 206  | 99   |
| 19 | Stati Uniti (bandiera) | GA    | Bill Calhoun     | 1927 | 191  | 82   |
| 20 | Stati Uniti (bandiera) | AC    | Andy Duncan      | 1922 | 198  | 88   |

## Staff tecnico
- Allenatore: Les Harrison
- Vice-allenatore: Eddie Malanowicz